# Tedeschi Borbála
Tedeschi Borbála (Temesvár, 1869. – Trencsén, 1909. március 29. vagy március 30.) bölcseleti doktor, állami felsőbb leányiskolai tanár.

## Életrajza
1898-ban nyert középiskolai tanári oklevelet a mennyiségtanból és a természettanból; tanárnő volt a szegedi állami felsőbb leányiskolában. 1907. július 12-én kinevezték a trencséni felsőbb leányiskolához igazgatónak, hol 1909. március 29-éről 30-ra virradó éjszaka szívszélhűdés következtében meghalt. Örök nyugalomra helyezték 1909. április 1-jén.

## Munkái
1. A transcendens egész függvények előállítása alkalmazással néhány függvényre és az ezek közötti kapcsolat. Bölcsészet-doktori értekezés. Bpest, 1898.
2. Az Északi-fok és a Spitzbergák felé. Utirajzok és tanulmányok. Singer és Wolfner Új Idők Irodalmi Intézet Rt., 1904. (Ism. Vasárnapi Ujság, 24. sz.).[1]
3. Leonardo da Vinci mint természettudós. Szeged, 1905. (Különny. a szegedi felső leányiskola értesítőjéből Ism. Család és Iskola 1906. 3. sz.).

A trencséni felsőbb leányiskola Értesítőjét szerkesztette 1908-ban.